# Bandiera dell'Irlanda del Nord

La bandiera del Regno Unito è l'unica ufficiale in Irlanda del Nord.

La bandiera dell'Irlanda del Nord non esiste ufficialmente dal 1972. L'unica bandiera ufficiale della nazione è la Union Flag britannica, che però identifica tutto il Regno Unito e non la singola nazione.
Questo fatto evidenzia la problematica situazione sociopolitica dell'Irlanda del Nord, dove una bandiera riflette molte situazioni di appartenenza politica, sociale e religiosa. Nei paesi è facile trovare tricolori della Repubblica da parte dei nazionalisti o altre bandiere di ogni tipo accompagnate dalla bandiera britannica.
Dal 1953 al 1972 la bandiera ufficiale era stata l'Ulster Banner. Oggi, invece, ci sono molte proposte per una nuova bandiera, ma niente di concreto è stato adottato.

## L'Ulster Banner
L'Ulster Banner, o Red Hand Flag  è stata la bandiera ufficiale dell'Irlanda del Nord dal 1953 al 1972. La bandiera era formata da una croce rossa, una mano rossa, una stella a sei punte e una corona. Conosciuta, soprattutto tra gli unionisti, anche come Red Hand Flag o Ulster Flag (da non confondere con la provinciale bandiera dell'Ulster), nel 1924 il governo dell'Irlanda del Nord fu riconosciuto con i suoi simboli dal Garante reale britannico ricevendo il diritto di mostrarli su una bandiera. Questo diritto fu esercitato durante l'incoronazione britannica del 1953. Tra il 1953 ed il 1972, la bandiera era insegna di stato ufficiale e insegna civile de facto. Dopo il 1972, a seguito di disordini civili e del tragico Bloody Sunday, il Parlamento dell'Irlanda del Nord fu sciolto dal Governo britannico e la bandiera perse ufficialità.
Una credenza comune identifica la croce rossa come la croce di San Giorgio della bandiera inglese. In realtà la croce fa parte dell'antica bandiera dell'Ulster.

Bandiera della provincia dell'Ulster

La mano utilizzata è quella dell'Ulster ma con il pollice aperto, per rappresentare la differenza tra le nove contee della provincia e le sei della nazione. Lo sfondo giallo divenne bianco, stavolta effettivamente per avvicinarsi alla bandiera inglese. La corona simboleggia la fedeltà degli Unionisti irlandesi dell'Ulster alla monarchia britannica. La stella, infine, è oggetto di disputa: secondo alcuni richiamerebbe la stella di David, per altri le sei contee.
Sebbene abolita ufficialmente, la bandiera del vecchio governo è usata in maniera massiccia dalle comunità unioniste, spesso accompagnata dalla Union Flag; gli stessi unionisti mostrano molte volte versioni modificate della bandiera, la più diffusa con l'Union Flag nel cantone; anche versioni di bandiere britanniche con "Red Hand" e forma dell'Irlanda del Nord sono diffuse. Viene diffusamente esposta nelle partite della nazionale di calcio nordirlandese. In maniera piuttosto controversa e inspiegabile, l'Ulster Banner è ancora utilizzata, infatti, per le partite della nazionale di calcio, quindi nelle competizioni UEFA e nei Giochi del Commonwealth.
Nel rugby invece l'Irlanda del Nord e la Repubblica d'Irlanda fanno parte di un'unica federazione ed hanno una sola nazionale.

Bandiera dell'IRFU

## Mostrare la bandiera

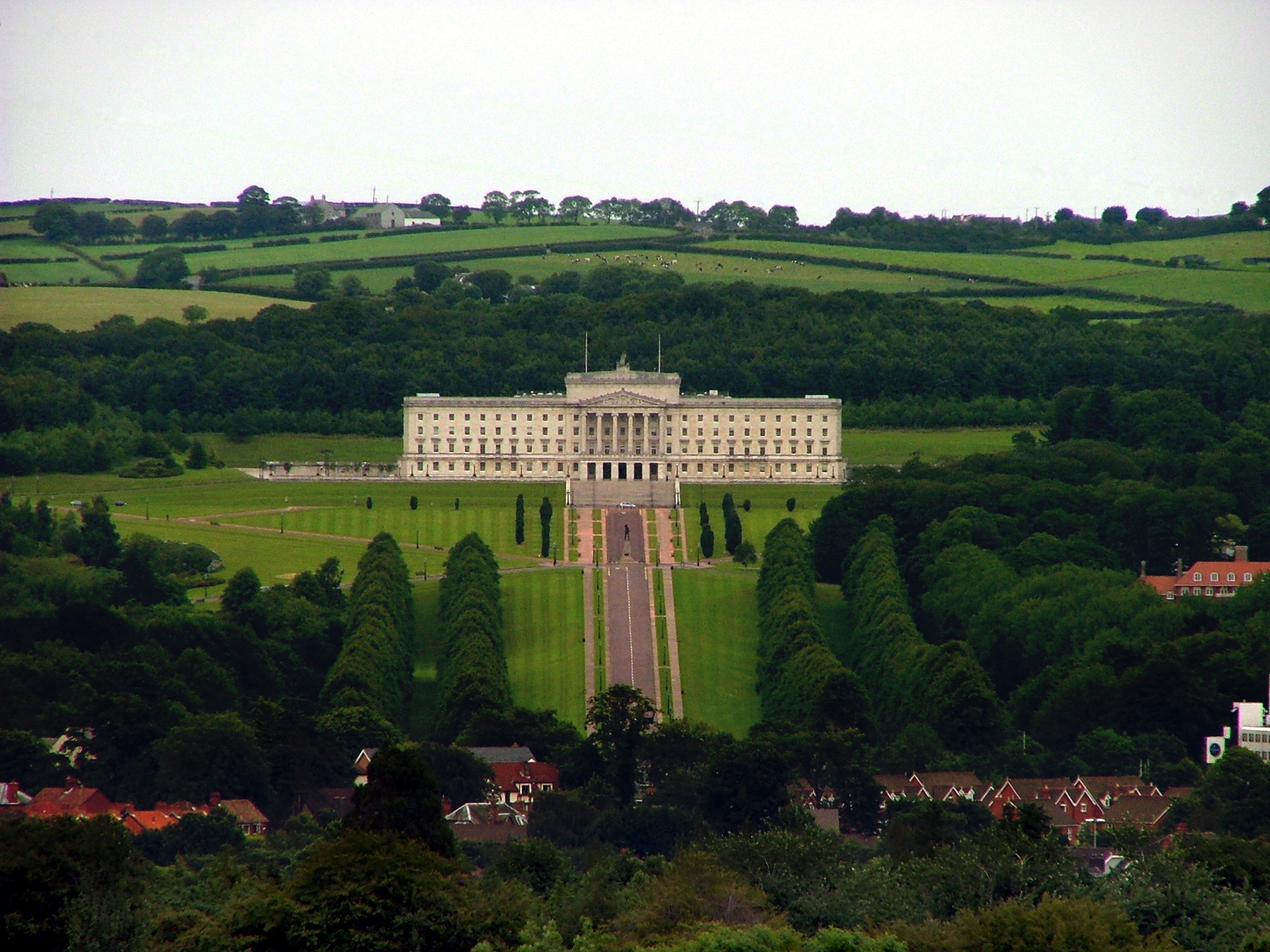
Stormont
Il Parlamento di Belfast senza alcuna bandiera

In Irlanda del Nord un tipo di bandiera significa molto a livello sociale, dato che ogni comunità usa i suoi simboli per mostrare la sua adesione ad un certo stato e marcare il suo 'territorio', spesso in maniera del tutto provocatoria. Se gli unionisti sventolano una molteplicità di bandiere diverse, ma soprattutto l'"Ulster Banner" e la Union Flag, i nazionalisti sventolano e mostrano il tricolore irlandese.
A tentare di dare un freno a questo aspetto divisorio e di disaccordo, è intervenuto nel 1998 l'accordo di Belfast (Belfast Agreement) siglato dai governi irlandese e britannico. L'accordo stabilisce che:
Tutti i partecipanti riconoscano la sensibilità dell'uso dei simboli ed emblemi per scopi pubblici, con la necessità di creare nuove istituzioni che assicurino l'uso di questi per scopi che promuovano il mutuo rispetto piuttosto che le divisioni.
I nazionalisti hanno seguito questa affermazione facendo notare che l'uso della Union Flag per scopi ufficiali doveva essere ridimensionato, o quantomeno che dovesse essere accompagnata dal tricolore irlandese. In qualche modo alcune clausole del trattato hanno accolto questa osservazione con il "principio del consenso" (es. non ci sono posizioni politiche e religiose in Costituzione se non con voto di maggioranze qualificate), ma gli unionisti hanno osservato che in questo modo la Union Flag riceverebbe ulteriore conferma di ufficialità come unica bandiera nordirlandese.
Non di meno sono stati raggiunti alcuni compromessi, almeno in ambito pubblico dato che i privati continuano la loro ostentazione di bandiere. La Union Flag non è più mostrata su Stormont, il Parlamento nordirlandese di Belfast, e gli altri uffici statali se non nei 'named days' (per esempio per celebrare il compleanno del Re) . L'unica eccezione è Lisburn, dove il Consiglio ha deciso di sventolare la Union Flag ogni giorno, destando vive polemiche da parte della comunità nazionalista.

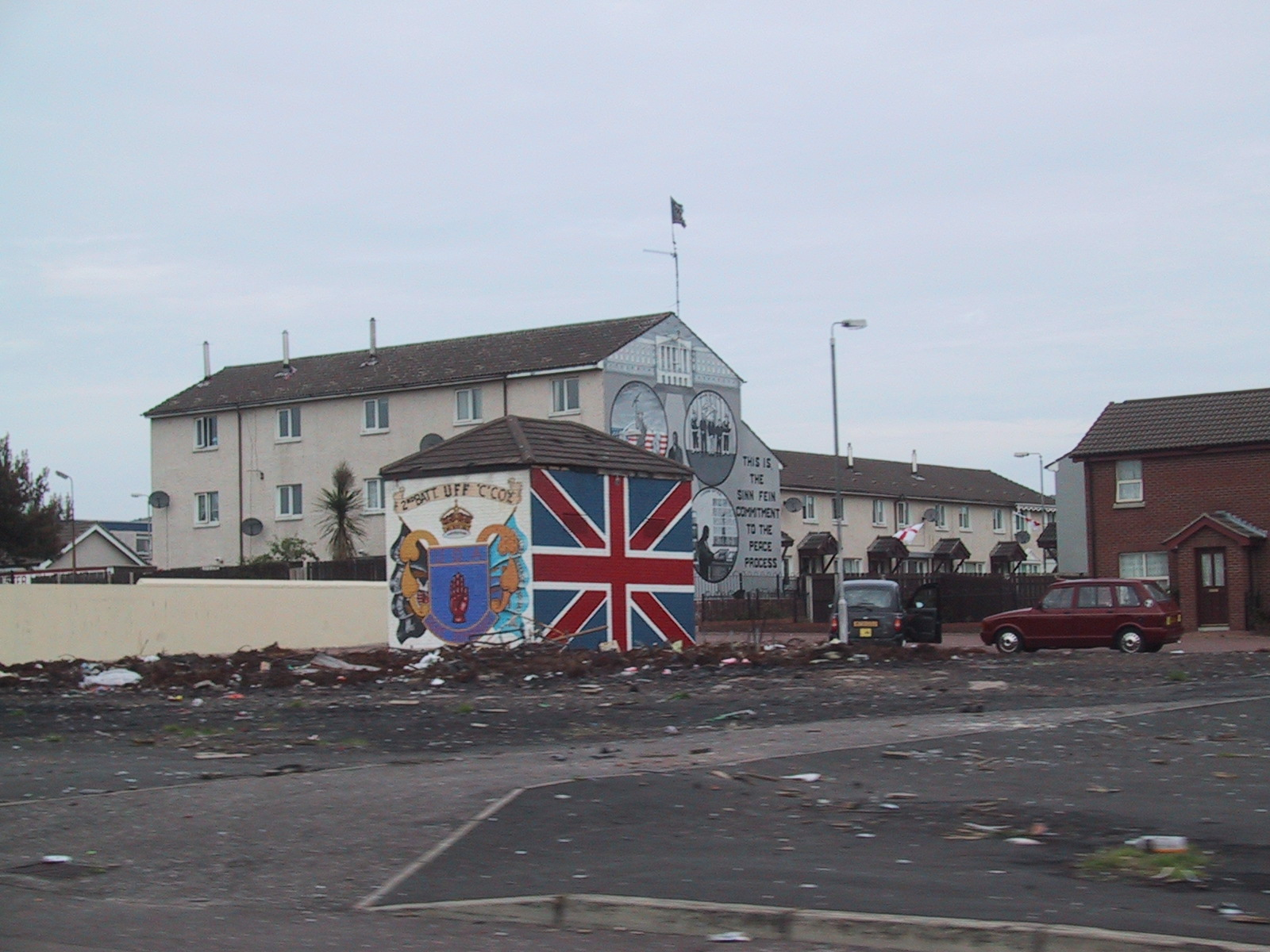
Union Jack dipinto in un quartiere unionista con un'Ulster Banner dietro che sventola
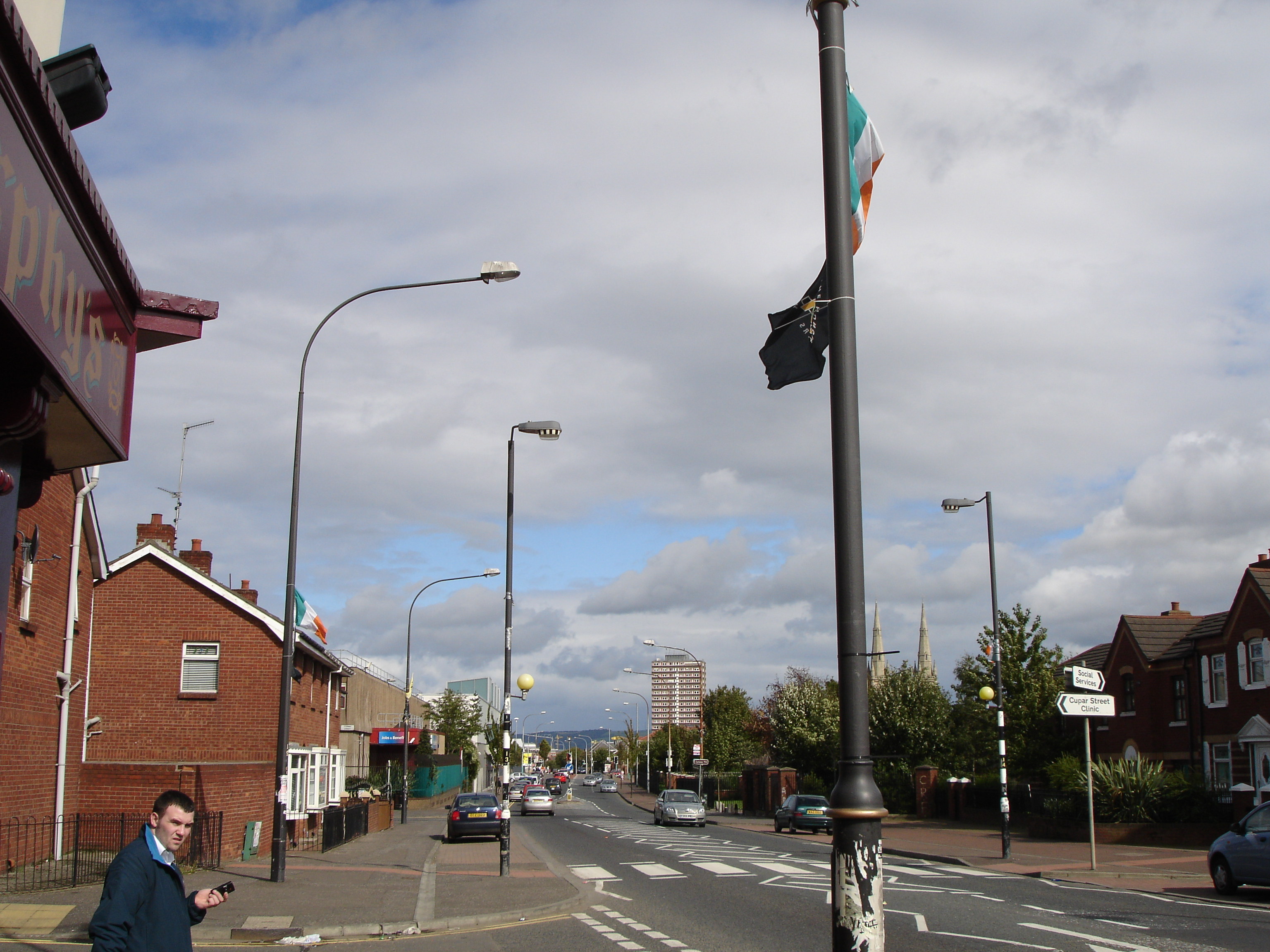
Tricolori irlandesi in un quartiere nazionalista nel North Belfast, accompagnati da bandiere di gruppi cattolici locali

## Nuove proposte
